# 拉里·大衛
拉里·大衛（英語：Lawrence Gene "Larry" David，1947年7月2日—），猶太裔的美國喜劇演員、編劇和電視製片人，艾美獎得主。他亦是美國知名情景喜劇《宋飛正傳》（Seinfeld）的兩個創作人之一，劇中很多故事都是他的親身經歷。

## 早年生活
拉里生於美國紐約市布魯克林羊頭灣的一個猶太家庭，父親的職業為男裝裁縫。他在羊頭灣中學畢業後，考進了馬利蘭大學學院市分校，修讀歷史和商科，之後到美國陸軍預備役中應徵。